# Frederik Willem II van Saksen-Altenburg
Frederik Willem II van Saksen-Altenburg bijgenaamd Posthumus (Weimar, 12 februari 1603 - Altenburg, 22 april 1669) was van 1639 tot aan zijn dood hertog van Saksen-Altenburg. Hij behoorde tot de Ernestijnse linie van het huis Wettin.

## Levensloop
Frederik Willem II was de jongste en postuum geboren zoon van hertog Frederik Willem I van Saksen-Weimar en diens tweede echtgenote Anna Maria, dochter van vorst Filips Lodewijk van Palts-Neuburg.
Na de dood van zijn vader erfden Frederik Willem II en zijn oudere broers Johan Filips, Frederik en Johan Willem het hertogdom Saksen-Altenburg. Wegens hun minderjarigheid werden de broers onder het regentschap geplaatst van keurvorst Christiaan II van Saksen en hun oom Johan III van Saksen-Weimar. Na het overlijden van Johan III in 1605 was enkel keurvorst Christiaan II van Saksen regent van de broers, die na zijn dood in 1611 als regent werd opgevolgd door zijn broer Johan George I. Na de Gulik-Kleefse Successieoorlog lieten Frederik Willem en zijn broers zich eveneens hertogen van Gulik-Kleef-Berg noemen, zij het enkel titelvoerend. In 1612 gingen de vier broers studeren aan de Universiteit van Leipzig. Ook ondernam hij samen met zijn broer Johan Willem een grand tour doorheen Italië, Frankrijk, Engeland, de Republiek der Zeven Verenigde Nederlanden en Hongarije.
In 1618 werd zijn oudste broer Johan Filips volwassen verklaard, waarna hij zelfstandig begon te regeren. Frederik Willem II en zijn broers Frederik en Johan Willem kregen vervolgens lijfgedingen toegewezen, waardoor hun regeringsmacht ingeperkt werd. In een later verdrag deden de drie broers in 1624 afstand van de regeringszaken.
Samen met zijn broer Johan Willem was hij vanaf 1631 in militaire dienst van het keurvorstendom Saksen en nam hij deel aan de Slag bij Breitenfeld. In 1633 werd hij officier en generaal van de ruiterij. Ook was hij plaatsvervangend opperbevelhebber van de Keursaksische troepen, in het geval dat opperbevelhebber Hans Georg von Arnim-Boitzenburg afwezig was.
Nadat zijn drie oudere broers overleden waren, beëindigde hij in 1639 zijn militaire loopbaan en werd hij soeverein hertog van Saksen-Altenburg. Zijn hertogdom was door de Dertigjarige Oorlog grotendeels verwoest. Hierdoor volgde hij een politiek die op het landsbelang gericht was. Hij vaardigde verschillende wetten uit, investeerde in het kerk- en schoolwezen en bracht de bergbouw in Saalfeld opnieuw op gang.
Na de dood van hertog Johan Ernst van Saksen-Eisenach werden diens bezittingen in februari 1640 verdeeld tussen Saksen-Altenburg en Saksen-Weimar. Hierbij kreeg Frederik Willem II de ambten Coburg, Hildburghausen, Römhild, Sonneberg, Mönchröden, Rodach, Gestungshausen, Neustadt, Schalkau en het klooster Sonnefeld toegewezen. In 1660 verwierf hij eveneens een deel van het voormalige graafschap Henneberg: de ambten Meiningen, Themar en Behrungen. Ook was hij tot aan zijn dood permanent in strijd met Saksen-Weimar. 
In 1664 liet Frederik Willem II in Hummelshain een jachtslot bouwen en in 1665 stichtte hij samen met zijn tweede echtgenote het Magdalenenstift van Altenburg. In april 1669 stierf hij op 66-jarige leeftijd.

## Huwelijken en nakomelingen
Op 18 september 1638 huwde hij met zijn eerste echtgenote Sophia Elisabeth (1616-1650), dochter van Christiaan Willem van Brandenburg, diocesaan administrator van het aartsbisdom Maagdenburg. Dit huwelijk bleef kinderloos.
Op 11 oktober 1652 huwde Frederik Willem II met zijn tweede echtgenote Magdalena Sybilla (1617-1668), dochter van keurvorst Johan George I van Saksen en weduwe van kroonprins Christiaan van Denemarken. Ze kregen drie kinderen:
- Christiaan (1654-1663)
- Johanna Magdalena (1656-1686), huwde in 1671 met hertog Johan Adolf I van Saksen-Weißenfels
- Frederik Willem III (1657-1672), hertog van Saksen-Altenburg